# DTS
DTS, Inc., известна още като „Digital Theater Systems, Inc.“, е компания, специализирана в разработката на многоканален цифров звуков формат, използван както за комерсиална, така и домашна употреба.
Използва се в кината, Blu-ray, DVD, CD и в Laserdisc (в последните години на формата). Работата по стандарта започва през 1991 г. – 4 години след като Dolby Labs започва работата по своя нов кодек Dolby Digital, който е основен конкурент на DTS при домашните системи и в киното, заедно с SDDS (Sony Dynamic Digital Sound). Фирмата дебютира през 1993 г. с филма Джурасик парк, една година след дебюта на Dolby Digital с Батман се завръща. През 1997 г. DTS се появява за първи път и на домашния пазар с пускането отново на Джурасик парк с DTS звук на Laserdisc. Базисната и най-разпространена версия на формата е 5+1 канала, съдържаща 5 основни и един специален нискочестотен аудиоканал.